# Baía de Domingos Pereira
A baía de Domingos Pereira é uma baía portuguesa localizada no concelho das Lajes do Pico, ilha do Pico, Açores.
Esta baía localiza-se próxima à Piedade entre a ponta de Gil Afonso, a baía da Fonte e a Manhenha.